# Hoftag von Merseburg (1032)
Der Hoftag von Merseburg (polnisch Zjazd w Merseburgu) im Juli 1032 führte zur Regelung der Nachfolge in Polen durch Kaiser Konrad II.

## Vorgeschichte
Der polnische König Mieszko II. Lambert musste 1031 nach Böhmen fliehen. Die Herrschaft übernahm Bezprym, der jedoch bereits 1032 ermordet wurde. In Polen kam es erneut zu einer Heidnischen Reaktion gegen die katholische Kirche und das Feudalsystem. Ansprüche auf die polnische Krone stellten neben Mieszko II. auch Dietrich und Otto. Um die Nachfolge zu regeln, lud Kaiser Konrad II. die Prätendenten mach Merseburg ein. Die Zusammenkunft fand am 7. Juli 1032 statt.

## Beschlüsse
Mieszko sollte auf die Königskrone verzichten. Polen sollte zwischen alle drei Anwärter geteilt werden. Möglicherweise sollte Mieszko Kleinpolen und Masowien behalten, Schlesien sollte an Otto gehen und Dietrich sollte Großpolen eventuell auch Pommern erhalten. Die genaue Aufteilung ist jedoch nicht belegt.

## Nachgang
Otto verstarb bereits 1033 ehe- und kinderlos, so dass er seinen Anteil nicht in Besitz nehmen konnte. Dietrich dagegen wurde noch 1033 von Mieszko II. vertrieben, so dass Mieszko II. entgegen den Beschlüssen von Merseburg die Macht in ganz Polen übernahm. Mieszko II. selbst verstarb 1034 und wurde von seinem Sohn Kasimir I. Karl beerbt, nach anderer Auffassung zunächst von Bolesław dem Vergessenen.